# بارك هان سول
بارك هان سول (بالكورية: 박한솔)‏ هي ممثلة كورية جنوبية. ولدت يوم 19 يوليو 1995 في سول في كوريا الجنوبية.

## روابط خارجية
- بارك هان سول على موقع IMDb (الإنجليزية)
- بارك هان سول على موقع قاعدة بيانات الفيلم (الإنجليزية)